# Phreatodytes elongatus
Phreatodytes elongatus är en skalbaggsart som beskrevs av Uéno 1996. Phreatodytes elongatus ingår i släktet Phreatodytes och familjen grävdykare. Inga underarter finns listade i Catalogue of Life.